# Dicranopalpus martini
Dicranopalpus martini is een hooiwagen uit de familie echte hooiwagens (Phalangiidae).